# Миль Испанец
Миль Испанец (ирл. Míl Espáine, Míl Espáne, лат. Milesius или Miled/Miledh) — в ирландских легендах предок жителей Ирландии Гаэлов.
Миль Испанский — в сильной степени продукт латинской христианской идеологии. Его имя — ирландская версия латинского сочетания Miles Hispaniae, что означает «Солдат Испании», которое засвидетельствовано в § 13 псевдоистории IX столетия Historia Brittonum («История бриттов»). Работа предлагает версию того, как Ирландия была последовательно заселена поселенцами из иберийского полуострова, среди них Партолон, Немед и «три сына испанского солдата» («tres filii militis Hispaniae»). Как предположил А.Г ван Хэмель, статус Иберии как места происхождения ирландцев, появился после работ Исидора Севильского, кто во введении к его книге Historia de regibus Gothorum, Vandalorum et Suevorum объявил Иберию «матерью всех рас». Рождение мифа о Миле и его сыновьях также может базироваться на ошибке, сделанной некоторыми классическими географами о расположении Ирландии в самой близи противоположной Иберии. Например в «Lebar Gabála» (§ 100) написано что из Башни Брегона в Испании Ит был в состоянии увидеть Ирландию.
Миль служил солдатом в Скифском государстве и Египте, прежде, чем вспомнить о пророчестве, в котором гласилось что его потомки будут управлять Ирландией. Он отправился на запад, добирался до Иберии, где он провел несколько боев перед своей смертью, но так никогда и не увидев Ирландию.
Дядя Миля Ит увидел Ирландию из башни, после чего приплыл в неё вместе с самим Милем и его женой Скотой. Там Ит был убит племенами богини Дану. Когда его мертвое тело было возвращено в Иберию, восемь сыновей Миля и девять братьев Ита вторглись в Ирландию и победили убийц Ита.
Он фигурирует в генеалогиях Джона О’Харта, где тот называет Миля общим предком всех ирландцев.